# Tioridazin

Strukturformel.

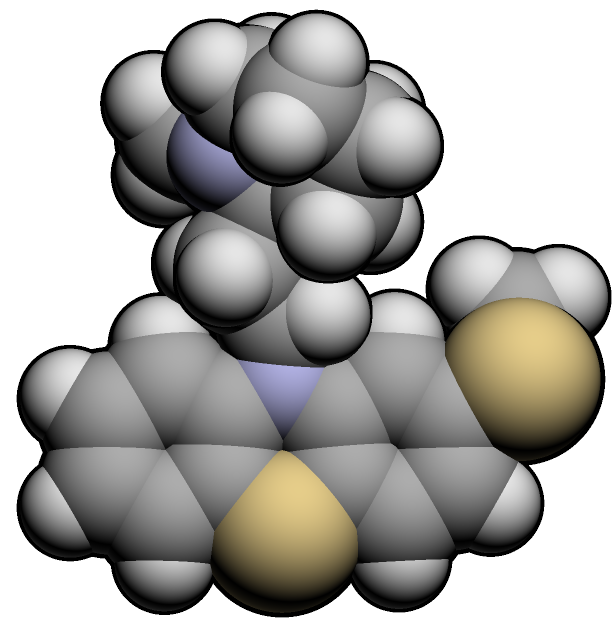
Molekylmodell.

Tioridazin är ett neuroleptikum som används mot ångest och oro vid depressioner och vid psykoser. Tioridazin är ett s.k. högdosneuroleptikum. 
Medlet såldes tidigare under varumärket Mallorol, men är avregistrerat på den svenska marknaden sedan den 31 december 2004 efter rapporter om allvarliga och livsfarliga biverkningar. Bland annat kunde medlet framkalla synskador och diabetes. Mallorol (även kallat Mellaril) var i övrigt en bra medicin eftersom risken för extrapyramidala bieffekter och tardiv dyskinesi var ytterst liten. Det användes därför ofta som förstahandsval till äldre patienter. 